# Diana Castaño
Diana Castaño Sarrias (* 5. April 1983 in Dolores (Alicante)) ist eine spanische ehemalige Volleyballspielerin.

## Karriere
Castaño spielte bis 2004 bei CAV Murcia 2005. Anschließend war sie zwei Jahre lang bei CV Albacete aktiv, bevor sie 2006 nach Murcia zurückkehrte. In der Saison 2006/07 gewann sie mit der Mannschaft beim Final Four in Münster den Top Teams Cup. Die Libera spielt außerdem in der spanischen Nationalmannschaft. Nachdem sich beim deutschen Bundesligisten Envacom Volleys Sinsheim die Libera Jule Schneider verletzt hatte, wurde die Spanierin Ende 2011 als Ersatz verpflichtet.